# Tomas Lindberg
Tomas Lindberg (ur. 16 października 1972 w Göteborgu) – szwedzki wokalista i autor tekstów. Lindberg współpracował z takimi grupami muzycznymi jak At the Gates, Disfear, The Great Deceiver, Nightrage, Darkthrone czy Lock Up.
W 2009 roku wokalista został sklasyfikowany na 30. miejscu listy 50 najlepszych heavymetalowych frontmanów wszech czasów według Roadrunner Records.

## Dyskografia
- Grotesque – In the Embrace of Evil (1989)
- Ceremonial Oath – Carpet (1995)
- Skitsystem – Profithysteri (1995)
- Skitsystem – Ondskans Ansikte (1996)
- Skitsystem/Wolfpack Split – Levande Lik (1998)
- Skitsystem – Grå Värld/Svarta Tankar (1999)
- The Great Deceiver – Jet Black Art (2000)
- Skitsystem – Enkel Resa Till Rännstenen (2001)
- Skitsystem – Skitsystem/Nasum Split (2002)
- The Great Deceiver – A Venom Well Designed (2002)
- Lock Up – Hate Breeds Suffering (2002)
- The Crown – Crowned in Terror (2002)
- Disfear – Misanthropic Generation (2003)
- Darkest Hour – Hidden Hands Of A Sadist Nation (2003) gościnnie śpiew w utworze "Sadist Nation"
- The Great Deceiver – Terra Incognito (2003)
- Nightrage – Sweet Vengeance (2003)
- Area 54 – Beckoning Of The End (2003) – gościnnie śpiew w utworze "Cancer Of The Mind"
- Nightrage – Descent into Chaos (2005)
- Lock Up – Play Fast Or Die: Live In Japan (2005/2007)
- The Great Deceiver – Life Is Wasted On The Living (2007)
- Slowmotion Apocalypse – Obsidian (2007) – gościnnie śpiew w utworze "The Blessing"
- Disfear – Live The Storm (2008)
- Transistor Transistor – Young Vampires of New Hampshire 7" (2008) – gościnnie śpiew w utworze "White Knives"
- Gościnnie śpiew w utworze "Ruling Class Cancelled" na Misery Index – Traitors (2008)
- Necronaut –  śpiew na Rise of the Sentinel (2010)
- Nightrage – Vengeance Descending (2010)
- Gościnnie śpiew w utworze "The Mark of the Beast Part 2" z Salem (izraelski zespół) – Playing God and Other Short Stories (2010)
- Lock Up – Necropolis Transparent (2011)
- Nightrage – gościnnie śpiew na Insidious (2011)
- Converge – gościnnie śpiew na Converge / Napalm Death (2012)
- The Blood of Heroes - gościnnie śpiew na "The Waking Nightmare" (2013)
- Gościnnie śpiew na Solitary Confinement z Decadawn (2014)
- Science Slam Sonic Explorers - gościnnie śpiew na Deep Time Predator (z Invertia) (2015)
- City Keys - gościnnie śpiew na "Condemned", z Evil Greed EP (2017)
- Orphaned Land – gościnnie śpiew na Only the Dead Have Seen the End of War z Unsung Prophets & Dead Messiahs (2018)